# Drune Hill
Der Drune Hill ist ein runder und 680 m hoher Berg mit abgeflachtem Gipfel im Osten der westantarktischen Alexander-I.-Insel. Am Fossil Bluff ragt er 800 m nordöstlich des Pearce Dome sowie in derselben Distanz nördlich des Khufu Peak auf, von dem er durch den Khufu Corrie getrennt ist.
Die Benennung erfolgte offenbar durch Wissenschaftler, die in diesem Gebiet tätig waren, und ist seither etabliert. Der weitere Benennungshintergrund ist jedoch unbekannt. Das UK Antarctic Place-Names Committee bestätigte diese Benennung am 23. April 1998. Das Advisory Committee on Antarctic Names folgte dem im Jahr 1999.